# المنطقة الشمالية الغربية
المنطقة الشمالية الغربية واحدة من المناطق الست الجديدة في غانا التي تم إنشاؤها في عام 2019.  تقع بين ساحل العاج من الغرب، والمنطقة الوسطى من الجنوب الشرقي، ومناطق أشانتي وأهافو وبونو الشرقية وبونو من الشمال. تتمتع بأعلى معدل هطول للأمطار في غانا، وتمتاز بالتلال الخضراء والتربة الخصبة. توجد في المنطقة العديد من شركات مناجم الذهب الصغيرة والكبيرة. الثقافة العرقية يهيمن عليها السيفويون . اللغات الرئيسية التي يتم التحدث بها هي السيفوية، والأكانية، والفرنسية، والإنجليزية.

## تاريخ
المنطقة الشمالية الغربية هي منطقة جديدة تم تقسيمها إلى منطقة غرب غانا الحالية. أنشأ الرئيس نانا أكوفو أدو وزارة إعادة التنظيم الإقليمي للإشراف على صياغة السياسات وتنفيذها، وتم إنشاء ستة مناطق جديدة من المناطق العشر الموجودة في غانا. وهي منطقة بونو الشرقية، وأهافو، وسافانا، والشمال الشرقي، وأوتي. 
في شهر آذار 2017، أرسلت الوزارة مخطط إنشاء المنطقة مع مخططات أخرى إلى مجلس الدولة. اجتمع المجلس أكثر من 36 مرة منذ تقديم المشروع وحتى آب 2017. تم تحديد المرحلة النهائية لإنشاء المنطقة من خلال استفتاء أجراه سكان المنطقة الجديدة في 27 كانون الاول 2018.  

## السياحة
يوجد في المنطقة العديد من المحميات الغابوية التي تعد بمثابة مناطق جذب سياحي.

## تعليم
يوجد في المنطقة العديد من المدارس الثانوية، بما في ذلك كليات المعلمين والتمريض.

## صحة
في آب 2021، سجلت المنطقة تفشيًا لفيروس أنفلونزا الطيور H5N1 . 

## التقسيمات الإدارية
تسير الإدارة السياسية للمنطقة من خلال نظام الحكم المحلي. في ظل نظام الإدارة هذا، تنقسم المنطقة إلى تسع مناطق إدارية (3 مناطق بلدية، و6 مناطق عادية).   يتم إدارة كل منطقة من قبل رئيس تنفيذي يمثل الحكومة المركزية، يستمد سلطته من جمعية يرأسها عضو رئيس يتم انتخابه من بين الأعضاء أنفسهم. اليك جدول المناطق الاساسية: 
| #       | اسم المنطقة الإدارية المحلية (MMDA)              | العاصمة                             | نوع المنطقة الإدارية المحلية | تعداد السكان 2010 | التعداد السكاني المتوقع 2019 |
| ------- | ------------------------------------------------ | ----------------------------------- | ---------------------------- | ----------------- | ---------------------------- |
| 1       | أويين (Aowin)                                    | إنشي (Enchi)                        | بلدية                        | 117,886           | 154,661                      |
| 2       | بيا الشرقية (Bia East)                           | أدابوكرو (Adabokrom)                | عادية                        | 27,393            | 37,108                       |
| 3       | بيا الغربية (Bia West)                           | إيسام (Essam)                       | عادية                        | 88,939            | 111,355                      |
| 4       | بيبياني/أنهواسو/بيكواي (Bibiani/Anhwiaso/Bekwai) | بيبياني (Bibiani)                   | بلدية                        | 123,272           | 160,844                      |
| 5       | بودي (Bodi)                                      | بودي (Bodi)                         | عادية                        | 53,314            | 68,055                       |
| 6       | جوابوسو (Juaboso)                                | جوابوسو (Juaboso)                   | عادية                        | 58,435            | 77,678                       |
| 7       | سيفوي-أكونتومبرا (Sefwi-Akontombra)              | سيفوي أكونتومبرا (Sefwi Akontombra) | عادية                        | 82,467            | 108,266                      |
| 8       | سيفوي-وياوسو (Sefwi-Wiawso)                      | وياوسو (Wiawso)                     | بلدية                        | 139,200           | 182,510                      |
| 9       | سومان (Suaman)                                   | دادييسو (Dadieso)                   | عادية                        | 20,529            | 27,832                       |
| المجموع |                                                  |                                     |                              | 658,835           | 928,309                      |